# Heteropteron nigripennis
Heteropteron nigripennis är en stekelart som först beskrevs av Szepligeti 1902.  Heteropteron nigripennis ingår i släktet Heteropteron och familjen bracksteklar. Inga underarter finns listade i Catalogue of Life.